# Esporte Clube Itaúna
Esporte Clube Itaúna foi uma agremiação esportiva de Itaúna, no estado de Minas Gerais. Atualmente é o Manchester Futebol, de  Juiz de Fora

## História
O Itaúna foi fundado em 29 de Junho de 1929, em substituição ao Itaúna Foot-ball Club, fundado em 1914. 
O maior triunfo do clube foi ter vencido por 2 a 1 em uma partida amistosa o Cruzeiro, de Tostão e Piazza, na inauguração do Estádio Municipal José Flávio de Carvalho, em 1964.
O fato mais importante vivido na história do Esporte Clube Itaúna foi ter se sagrado duas vezes vice-campeão da 2ª divisão profissionale Campeão do Oeste Mineiro ao vencer o Cruzeiro de Belo Horizonte (profissional) por 3 X 1. Por diversos anos o Esporte disputou as categorias de base do Campeonato Mineiro, promovido pela Federação Mineira de Futebol (FMF).
O clube era presidido pelo empresário Camilo Abranches e foi um dos clubes que mais revelaram jogadores para grandes clubes do futebol do Brasil e exterior, como: Gabriel, goleiro do Milan, Sebá, atacante do Olympiakos da Grécia , Anselmo Ramon, do Hangzhou Greentown Football Club e ex-Cruzeiro , Demerson, da Chapecoense , Pedro Paulo do Cruzeiro , Ramires do Cruzeiro, Maranhão do Cruz Azul do México e Leo Bonatini (hoje no Estoril de Portugal).
No dia 06/08/2016, o Itaúna quebrou um recorde de 84 anos na Segunda Divisão após vencer o Venda Nova por 11x0. Essa é a maior goleada da história da competição, a anterior era: Tupy(BH) 10x0 Montes Claros(BH), ocorrida no dia 31/7/1932, quando o torneio se chamava Série B do Campeonato da Cidade. na época, o clube tinha parceria com o Guarany, de Conselheiro Lafaiete, utilizando toda a estrutura do clube desta cidade. 
Em julho de 2021, muda de nome e sede para Juiz de Fora e passa a se chamar Manchester Futebol. Com a compra do CNPJ e a mudança de nome herdou a vaga deixada pelo Itaúna para a disputa da Segunda Divisão mineira de 2021.

## Títulos

### Estaduais
- Campeão do Oeste Mineiro: 1963.
- Vice-Campeonato Mineiro Segunda Divisão: 1963.
- Vice-Campeonato Mineiro Segunda Divisão: 2007.

### Categorias de Base
- Campeonato Mineiro Sub-15: 2007.
- Vice-Campeonato Mineiro Sub-15: 2008.
- Vice-Campeonato Mineiro Sub-17: 2008.
- Vice-Campeonato Mineiro Sub-20: 2011.

## Elenco 2016
- Capitão

### Transferências 2016
Z-Diego Dias ➡ América-MG(sub20)
Saídas ⬇
G- Alencar ➡Democrata-GV